# 賽斯納402

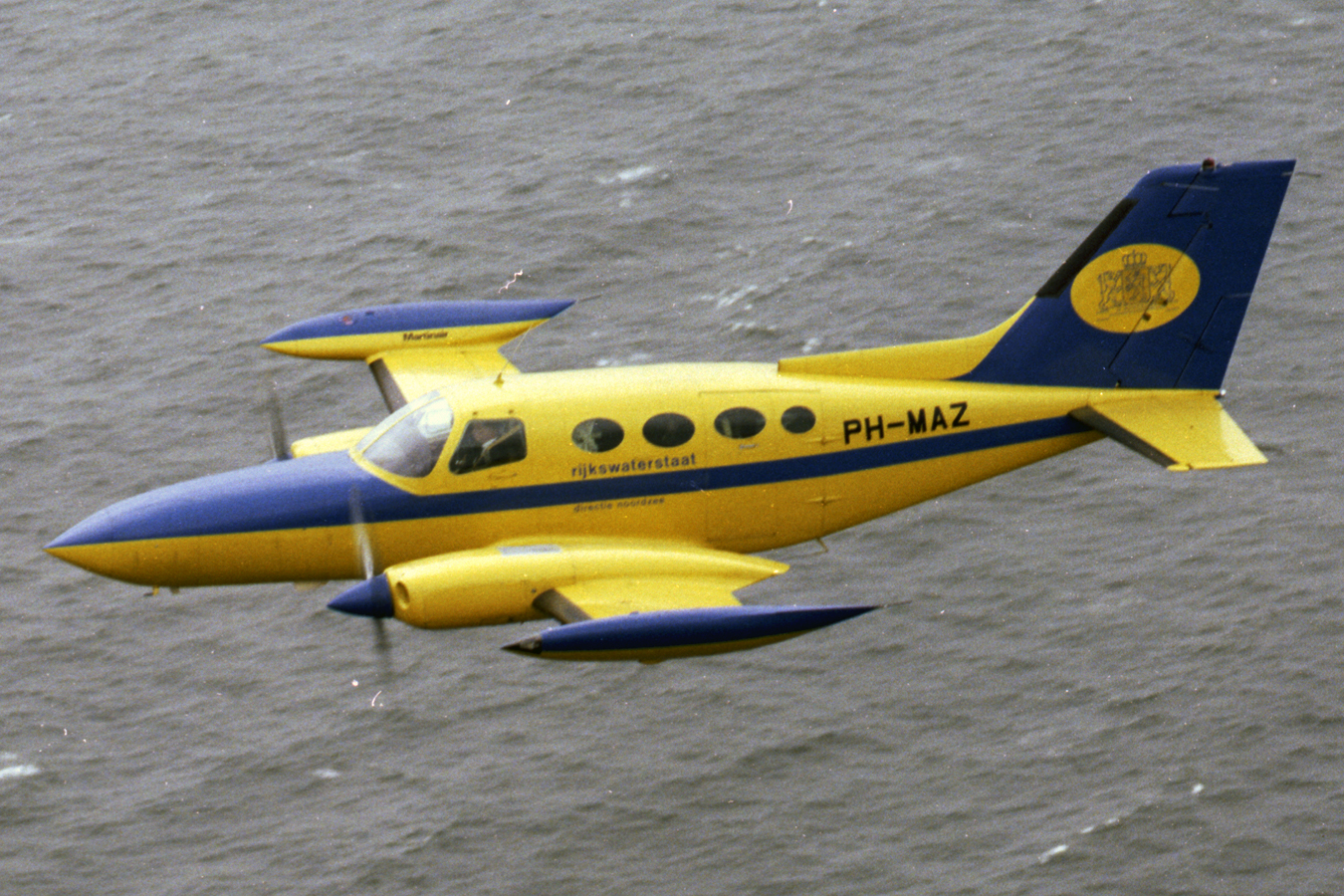
塞斯納 402

賽斯納401和402(英文:Cessna 402)是一系列6至10座使用雙活塞發動機的輕型飛機，由賽斯納從1966年到1985年製造。所有座椅都易於拆卸，因此飛機可以採取全貨運型方案，但塞斯納401和402都沒有調節氣壓的功能，它們的裝機功率也沒有特別高，這主要歸因於塞斯納希望它們的價格和操作成本低廉。

## 製造

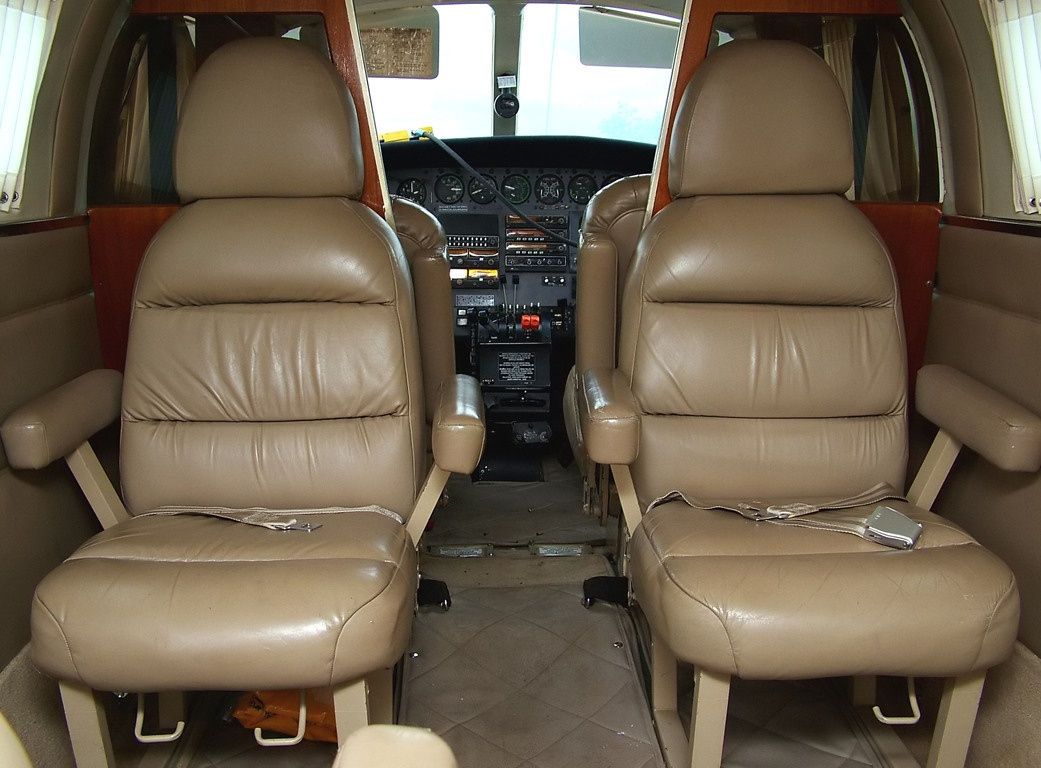
塞斯納 402B的內部機艙

賽斯納401和402是賽斯納411的衍生型號。塞斯納401和402的設計初衷是改進塞斯納411貧弱的單引擎處理能力，以及避免使用塞斯納411有些昂貴且易於維護的齒輪發動機。
賽斯納401和402由美洲航空航天技術公司提供300hp(224kW)的渦輪增壓發動機，配備三葉、可變螺距、全順槳螺旋槳。在後來的型號上，巡航功率被限制在75%以減少機艙噪音，且部分飛機配備螺旋槳同步相位器以減少機艙噪音和振動。
美國聯邦航空管理局於1968年10月和1969年1月分別對賽斯納401和402進行了認證。最初的賽斯納402於1967年製作，同時生產了一個沒有大型貨艙門的版本，稱為賽斯納401。1969年，402的機頭被加長以增加儲藏空間，該型號更名為402A，但401則保留了原來的機頭。1970年，提供了184美製加侖（700升）的可選更大油箱，這個型號被稱為402B。1971年，401的銷量已減少至僅21架，因此該型號停產。在1971年至1977年間，賽斯納為機身進行了許多調整，包括可選的發動機滅火器（1971年）、更簡單的排氣系統（1972年）、擴大的乘客窗戶（1973年）、用於在結冰條件下飛行的設備（1975年）和可選沖水馬桶（1977年）。
1976年，與賽斯納402非常相似的塞斯納421被生產出來，帶有一個新的機翼、去掉尖端油箱並裝上更簡單的燃油系統。
1979年，賽斯納公司推出了賽斯納402C，即為原本的402加裝一個新的機翼，增加了5英尺的跨度（1.5m），改用賽斯納414也使用的起落架系統，起落架軌道增加了4英尺（1.2m），每台發動機的輸出功率提高到325馬力（242千瓦），最大總重量增加到6,850磅（3,110千克），燃料容量增加到213美製加侖（810升）。即使重量增加，引擎性能也有所提高，失速速度降低了幾節。
賽斯納402及子型號在1985年之後停止生產。

### 改造
1969年，灣流航太開始使用艾里遜250-B17發動機對塞斯納402進行渦輪螺旋槳動力改裝，命名為Turbo Star 402 。原型機於1970年6月10日首飛。1974年進行了進一步的修改，獲得了更大的燃料容量、更高的總重量和更低的最低控制速度，並且該修改得到了重新認證。拉斯維加斯的大峽谷風景航空公司於1977年購買了該設計的專利。
塞斯納402C可加裝渦流產生器，以將最大允許起飛重量增加到7,210磅（3,270千克），零燃油重量為6,750磅（3,062千克）。
402C的另一項修改將最大著陸重量增加到7,200磅（3,266公斤），這使運輸業者能在較短的航線上以更高的有效載荷飛行。
DMI Engineering的Hendrik Venter製造了Falcon 402：改裝後的塞斯納402，在機頭安裝了一個Walter M601D渦輪螺旋槳發動機，加長機頭以糾正重心，並用新的油箱替換了機翼中的兩個活塞發動機。它具有更高的有效載荷和最高速度，並且可以使用更短的跑道起降。

## 子型號

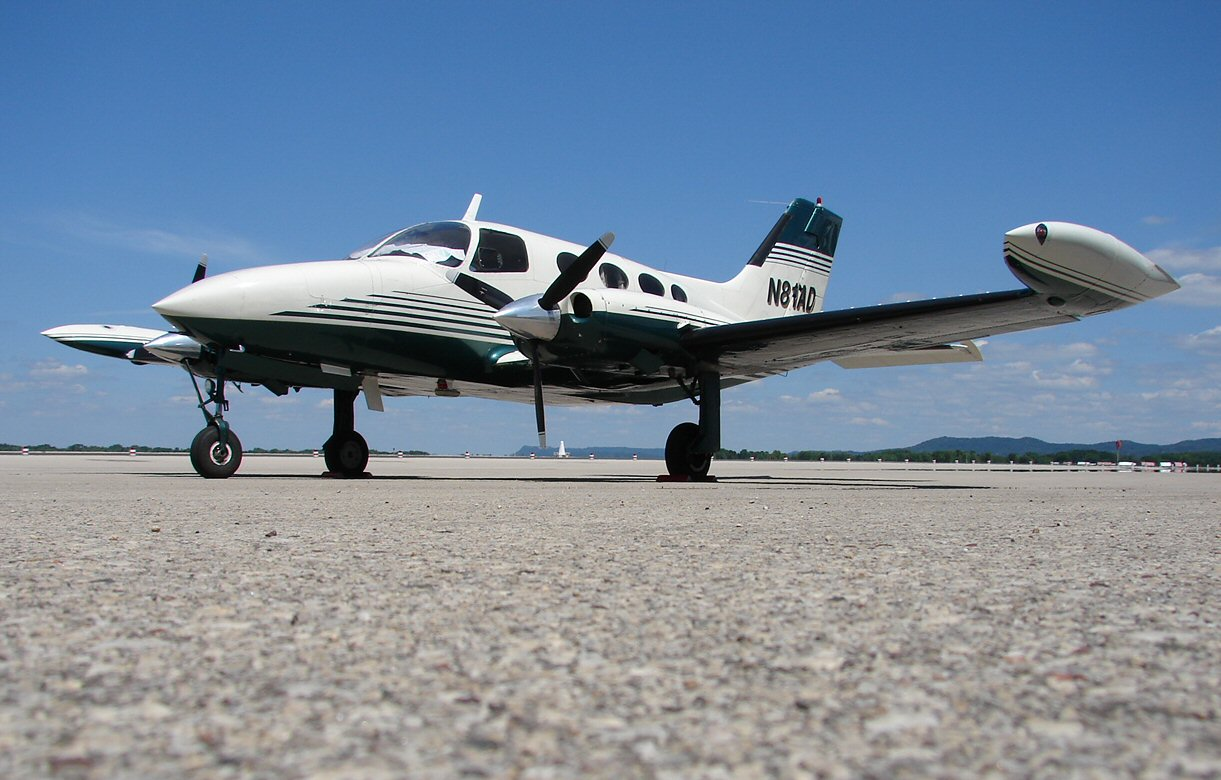
早期型號有四個橢圓形窗戶和尖頭油箱。

### 401
六到八座內部，用於短程運輸。1966-1972年製作，1966年9月20日認證。

### 401A

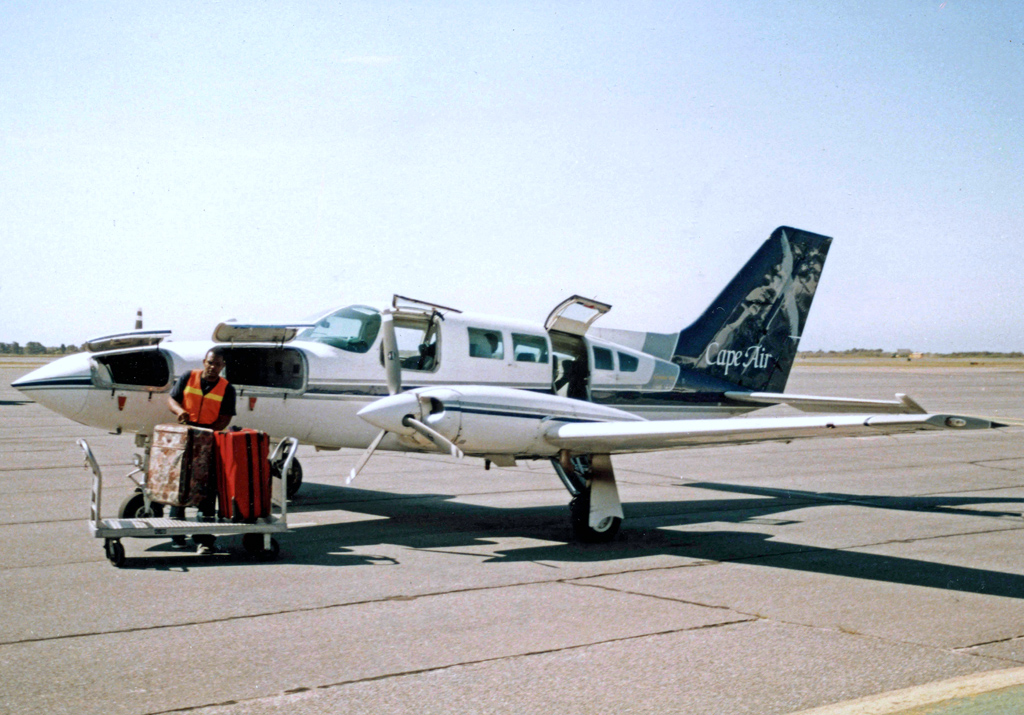
後來的 402C 有五個窗戶，裝行李箱的機頭更長，取代了尖頭油箱。

401為基礎進行些微改動。1968年10月29日認證。

### 401B
以401A為基礎進行些微改動，後來被402B取代。1969年11月12日認證。

### 402A
帶有加長機頭的行李艙和可選的機組入口門。1969年1月3日認證。

### 402B Utiliner/Businessliner
以402A為基礎進行些微改動，並從1972年起增加了客艙容積和每側五個窗戶。1969年11月12日認證。

### 402C Utiliner/Businessliner
配備Continental TSIO-520-VB 325 hp發動機，增加起飛重量，更長的翼展，沒有主油箱並將電動起落架改成液壓。1978年9月25日認證。

## 使用

### 民間
多年來，賽斯納402已被證明非常可靠，再加上其航程和載客量，使其成為全球許多小型航空公司的熱門選擇。飛機通常在短而疏的航線上飛往樞紐，讓乘客可以再轉乘到更遠距離的航線。目前該類型最大的運營商是海角航空，截至2019年6月，該公司擁有88架塞斯納402機隊，在加勒比海、密克羅尼西亞和美國運營。

### 軍方
巴巴多斯
- 巴巴多斯國防軍[15]

玻利維亞
- 玻利維亞空軍[16]

海地
- 海地空軍[17]

印度尼西亞
- 印度尼西亞空軍- 擁有五架賽斯納401A和兩架賽斯納402A。1989年底退休[18]。

馬來西亞
- 馬來西亞皇家空軍[17]

葡萄牙
- 葡萄牙空軍- 一架402B於1968-1974年間服役[19]。

千里達及托巴哥
- 千里達及托巴哥空軍-1986年啟用了一架401[20]。

## 事故
在巴哈馬阿巴科群島的馬什港，美國R&B歌手阿莉雅·達納·霍頓與其他八人墜機身亡，其中包括飛行員、兩名髮型師、一名化妝師、一名保鏢和三名唱片公司人士，當時一架註冊為N8097W的賽斯納402B在起飛後不久於當地時間2001年8月25日晚上6點50分左右墜毀。墜機的主要原因被確定為裝載不當，該飛機的起飛重量超過其最大起飛重量約700磅（320公斤） ，並且重心位於中點的後方。